# تيغ سياه (نرغسان)
تیغ سیاه (بالفارسية: تیغ سیاه) هي منطقة سكنية تقع في إيران في قسم نرغسان الریفي. يقدر عدد سكانها بـ 1034 نسمة بحسب إحصاء 2016.